# Dominikus Zimmermann
Dominikus Zimmermann (rojen 30. junija 1685 v Gaispointu, danes Wessobrunn, † 16. novembra 1766 Wies, Steingaden) je bil bavarski štukater in glavni graditelj rokokoja. Šteje se za enega najpomembnejših nemških rokokojevskih mojstrov. Kot njegov starejši brat Johann Baptist Zimmermann, s katerim je pogosto delal, ga pripisujejo šoli Wessobrunn. Glavno delo Dominika Zimmermanna, Wieskirche, je na Unescovem seznamu svetovne dediščine.

## Življenje
Sprva je delal kot zidar, kasneje kot glavni graditelj, ki je živel v Landsbergu ob Lechu, kjer je leta 1716 pridobil državljanske pravice, od leta 1734 je pripadal mestnemu svetu in od leta 1748 do 1753 opravljal funkcijo župana.
9. januarja 1708 se je poročil s Theresio Zöpf in se za osem let preselil v Füssen. Njegov sin Franz Dominikus Zimmermann je delal kot zidar in graditelj.
Njegov grob je na pokopališču samostanske cerkve sv. Janeza Krstnika v Steingadnu.

## Slog
Zdi se, da je Dominikus Zimmermann dobil arhitekturno izobrazbo pri Johannu Jakobu Herkomerju v Füssnu, vendar je verjetno spoznal tradicijo gradnje v Vorarlbergu v Švici, ki jo je razvil zelo svobodno. Njegovo umetniško delo kot arhitekta je včasih označeno z dekorativnimi vidiki in ne s tektonskimi. Uspeva v edinstveni sintezi ornamenta in arhitekture: polni formalni repertoar arhitekta spremeni kot dekorativni umetnik. Ta sinteza še posebej oblikuje oltarno umetnost, ki jo je sam odločno razvil. Oblikovanje oken in notranjosti je bilo namenjeno tudi uprizoritvi svetlobnih pogojev, kar je vidik njegove arhitekture, ki ga je preučeval umetnostni zgodovinar film Carl Lamb.
Njegove cerkvene zgradbe (in njihova okrogla okna, na primer) so imele velik vpliv, zlasti v Zgornji Švabski. Gradbeniki, kot sta Jakob Emele in Dossenberger, sta tu posebej pomembna.

## Priznanja
Po njem so poimenovali Dominik-Zimmermann-Realschule v Günzburgu in Dominikus-Zimmermann-Gymnasium v Landsberg am Lech. V sejni sobi mestne hiše Landsberg visi portret, ki ga je naslikal Erwin Henning.

## Glavna dela
(+J.B.Z. označuje projekte, v katerih je sodeloval tudi Johann Baptist Zimmermann) 
- 1709-1741: Kartuzijska cerkev sv. Marije v Buxheimu pri Memmingenu, okrožje Unterallgäu, barokiziranje in preoblikovanje, freska in fasada (+ J.B.Z.)
- 1716-1725: Samostanska cerkev Marija Medingen v okrožju Dillingen ob Donavi (prvo delo kot mojster; + J.B.Z.)
- okoli 1720: opatijska cerkev dominikanskega samostana Bad Wörishofen (štukature, od 1721 tudi freske, + J.B.Z.)
- u, 1720: štukaturne dekoracije v kupoli in obok ladje Neumünster v Würzburgu (kot tudi intarzije iz gipsa v Scagliola tekniki v letu 1945 požganem Bonifacijevem oltarju v severovzhodni kupoli niše)
- 1719: Zgodovinska mestna hiša v Landsbergu ob Lechu
- 1726-1729: Samnostan Sießen (+ J.B.Z.)
- 1727: Župnijska cerkev sv. Petra in Pavla v Buxheimu pri Memmingenu v okrožju Unterallgäu
- 1728-1733: romarska cerkev Steinhausen pri Bad Schussenriedu (+ J.B.Z, kot "najlepša vaška cerkev na svetu" glavna atrakcija zgornješvabske baročne ceste)
- 1735-1740: Frauenkirche v Günzburgu
- 1738-1741: kapela sv. Ane, cesarska kartuzija Buxheim blizu Memmingena, okrožje Unterallgäu
- 1745-1754: romarska cerkev v Wiesu pri Steingadnu (+ J.B.Z.)
- 1752: Cerkev sv. Janeza v Landsbergu
- 1755-1756: Samostanska cerkev Gutenzell